# اسمي ملك (مسلسل)
اسمى ملك (بالتركية : Adım Melek) مسلسل تلفزيوني تركي لعام 2019. عرض لأول مرة على قناة TRT1 من بداية 25 سبتمبر 2019.

## القصة
القصة من بطولة نهير أردوغان وكوتسي أوغور يوكيل كان كاكير سريف سيزر وأسماء مثل رابيا سويتورك وأولفي كاهيو أوغلو، وتحكى قصة المسلسل عن قصة الأم التي ولدت في غازي عنتاب، وهي امراة مطلقة ولديها ثلاثة أبناء تقع في حب رجل يدعى خليل .